# جیمی الیور (بسکتبال)
جیمی الیور (انگلیسی: Jimmy Oliver؛ زاده ۱۲ ژوئیهٔ ۱۹۶۹) یک بازیکن بسکتبال اهل ایالات متحده آمریکا است.